# Anastasia (1967)
Anastasia ist ein deutscher Fernseh-Zweiteiler von Robert A. Stemmle, der am 8. und 9. Juni 1967 vom ZDF erstmals ausgestrahlt wurde.

## Inhalt
Berlin im Jahr 1920. Aus dem Landwehrkanal wird eine Selbstmörderin gerettet. Die junge Frau verschweigt ihre Identität. Nachdem man im Krankenhaus zunächst Gedächtnisverlust in Betracht zieht, ahnt die Polizei, dass die Unbekannte absichtlich ihren Namen verschweigt. In der psychiatrischen Anstalt Dalldorf taucht erstmal die Vermutung auf, dass es sich um die verschollene Zarentochter Anastasia handeln könnte. Der Baron von Kleist nimmt die Frau zu sich und lädt Kenner des ehemaligen Zarenhofes ein, um bei der Identifizierung behilflich zu sein. Im Zuge der Recherchen einer Berliner Tageszeitung ergibt sich als weitere mögliche Identität der Unbekannten die einer entlaufenen polnischen Landarbeiterin. Beweise und Gegenbeweise führen schließlich zu einer gerichtlichen Auseinandersetzung.

## Sonstiges
Die Vorlage für den Film sollte der Drehbuchautor Harald Bratt liefern. Zu diesem Zweck wollte Bratt die Unterlagen für den zeitgleich stattfindenden zivilrechtlichen Prozess der ehemaligen polnischen Fabrikarbeiterin Franziska Schanzkowski, damals unter dem Namen Anna Anderson bekannt, auswerten, von dem sich die Klägerin erhoffte, als Zarentochter Anastasia anerkannt zu werden. Nachdem Andersons Anwalt Karl August Wollmann keine Mitarbeit am Film eingeräumt worden war und Bratt nur Einsicht in die Unterlagen des den Hochadel vertretenden Anwalts Günter von Berenberg-Gossler bekommen hatte, zog der Autor seine Mitarbeit zurück. Dem ZDF wurde Parteilichkeit gegen Anna Anderson vorgeworfen.
Der Prozess endete drei Jahre nach der Erstausstrahlung des Films mit der sogenannten Anastasia-Entscheidung.